# EIB
El Bus d'Instal·lació Europeu (EIB o EIBus) és un sistema domòtic basat en un bus de dades. Inicialment va ser conegut amb el nom de Instabus, laboratoris on va ser dissenyat.
A diferència de X10, que fa servir la xarxa elèctrica i altres sistemes per ràdio freqüència, aquest protocol fa servir el seu propi cablejat, el que obliga a instal·lar les conduccions adequades a la llar. Porta més de 20 anys al mercat, comercialitzat per diverses empreses, principalment alemanyes. Des del 1999, la Konnex Association ha fusionat aquest bus amb BatiBUS i EHS per a crear KNX, sistema més avançat que intentarà substituir-lo.